# Rolf Huisgen
Rolf Huisgen (né le 13 juin 1920 à Gerolstein en Allemagne et mort le 26 mars 2020 à Munich) est un chimiste allemand.

## Biographie
Rolf Huisgen effectua une thèse de doctorat à l'université Louis-et-Maximilien de Munich sous la direction de Heinrich Otto Wieland, prix Nobel de chimie en 1927. Après avoir soutenu sa thèse en 1943, il obtint son habilitation en 1947. En 1949, il obtint un poste de professeur extraordinaire en chimie organique à l'université Eberhard Karl de Tübingen. En 1952, il devient professeur ordinaire à l'université Louis-et-Maximilien et directeur de l'institut de chimie organique. Depuis 1988, il est professeur émérite.
Rolf Huisgen est l'auteur d'environ 500 articles scientifiques dans des revues internationales. Ses travaux concernent principalement la chimie organique et la chimie physique. Il a particulièrement étudié les réactions de cycloaddition, et notamment la cycloaddition 1,3-dipolaire ou « Cycloaddition de Huisgen ».

## Récompenses et distinctions
- Membre de l'Académie bavaroise des sciences (1959)
- Membre de l'Académie des Lyncéens (1990)
- Membre honoraire de la Société chimique allemande (1991)
- Membre honoraire de la Société chimique du Japon (2006)

Il a reçu de nombreuses récompenses :
- En 1961, la médaille Liebig de la Société allemande de chimie.
- En 1965, la médaille Lavoisier de la Société française de chimie.
- En 1975, le Roger Adams Award de la Société américaine de chimie.
- En 1979, le prix Otto-Hahn.

Il est également docteur honoris causa de l'université de Fribourg, de l'université complutense de Madrid, de l'université Friedrich-Alexander d'Erlangen-Nuremberg, de l'université libre de Berlin...

## Publications
- (en-US) R. Huisgen, R. Grashey, J. Sauer, « Chemistry of Alkenes », in Interscience, New York, 1964, p. 806-877.
- (en-US) R. Huisgen, « 1,3-Dipolar cycloadditions »  in Angew. Chem. 1963, 75(13), p. 604-637.
- (en-US) R. Huisgen, « The Adventure Playground of Mechanisms and Novel Reactions », Washington, American Chemical Society, 1994

autobiographie